# Субјектно индексирање
Субјектно индексирање или предметно индексирање је описивање или класификација документа индексним терминима, кључним речима или другим симболима да би се индиковало о чему су други документи, резимира садржај или олакша проналажење. Просто речено индентификовање и описивање субјекта у документу. Индекси се стварају засебно на три различита нивоа: термини у документу као на пример књизи, објектима у колекцији као на пример библиотеци; и документима (књигама и чланцима) у оквиру неке области. 
Субјектно индексирање се користи у добављању информација нарочито за прављење библиографских индекса добављањем докумената о конкретном субјекту/теми. Примери академских индексних сервиса су Zentralblatt MATH, Chemical Abstracts и PubMed. Индексне термине углавном додељују експерти али уобичајене су и кључне речи аутора.
Процес индексирања почиње анализом субјекта документа. Индексер мора индентификовати термине који ваљано индентификују субјекат извлачењем речи из документа или додељивањем речи из контролног вокабулара. Потом се термини у индексу презентују у систематичном редоследу.